# Epimedium sagittatum
Epimedium sagittatum là một loài thực vật có hoa trong họ Hoàng mộc. Loài này được Philipp Franz von Siebold và Joseph Gerhard Zuccarini mô tả khoa học đầu tiên năm 1845 dưới danh pháp Aceranthus sagittatus. Năm 1876 Carl Johann Maximowicz chuyển nó sang chi Epimedium.

## Tên gọi
Tên gọi thông thường tại Trung Quốc là tam chi cửu diệp thảo (三枝九叶草) hay quang diệp dâm dương hoắc (光叶淫羊藿 ).

## Mô tả
Cây thảo, cao 30–50 cm. Thân rễ ngắn, mập, nhiều đốt, nhiều rễ chùm. Lá ở gốc và trên thân cây, ba lá chét; các lá chét hình trứng đến hình trứng-hình mác, 5-19 × 3–8 cm, dạng da, thưa lông cứng hoặc nhẵn nhụi ở mặt xa trục, ở phía gần trục nhẵn nhụi, đáy hình tim sâu hoặc nông, đỉnh nhọn hoặc nhọn thon, các lá chét tận cùng với các thùy bằng nhau thuôn tròn hoặc thuôn dài, các lá chét bên lệch với thùy ngoài lớn, hình tam giác và nhọn, thùy trong nhỏ hơn và thuôn tròn, mép có gai nhỏ-gần khía răng cưa sát nhau. Thân mang hoa có 2 lá gồm 3 lá chét mọc đối nhau. Chùy hoa 10-20(-30) × 2–4 cm, 20-60 hoa, đôi khi với các cuống phía dưới gồm 3 hoa, thường nhẵn nhụi, đôi khi thưa thớt lông tuyến. Cuống ~1 cm, nhẵn nhụi. Hoa màu trắng hoặc vàng, đường kính từ 8 mm trở xuống. Lá đài ngoài 4, có đốm tía, đỉnh tù, đôi bên ngoài hình trứng hẹp, ~3,5 × 1,5 mm, đôi bên trong thuôn dài-hình trứng, ~4,5×2mm; các lá đài bên trong màu trắng, hình trứng-tam giác, ~4 × 2 mm, đỉnh nhọn. Cánh hoa màu vàng ánh nâu, hình túi, 1,5–4 mm, tù. Nhị thuôn dài, 3–5 mm; bao phấn 2–3 mm. Nhụy ~3 mm; vòi nhụy dài hơn bầu nhụy. Quả nang ~1 cm; vòi nhụy ~6 mm. Ra hoa tháng 4-5 (không rõ ở var. glabratum), tạo quả tháng 5-7, đôi khi trong tháng 4. 2n = 12.

## Phân bố
Loài bản địa Trung Quốc (An Huy, Cam Túc, Chiết Giang, Giang Tây, Hồ Bắc, Hồ Nam, Phúc Kiến, Quảng Đông, Quảng Tây, Quý Châu, Thiểm Tây, Tứ Xuyên). Du nhập vào Nhật Bản và Việt Nam. Môi trường sống là rừng, ở các nơi có cỏ dại trên sườn núi, bụi rậm, ven suối, khe đá; cao độ 200-1.800 m.
- Epimedium sagittatum var. sagittatum: An Huy, Cam Túc, Chiết Giang, Giang Tây, Hồ Bắc, Hồ Nam, Phúc Kiến, Quảng Đông, Quảng Tây, Thiểm Tây, Tứ Xuyên. Các lá chét mặt xa trục thưa lông cứng hoặc nhẵn nhụi; lá chét tận cùng hình trứng hẹp tới hình mác. Hoa trắng. Ra hoa tháng 4-5, tạo quả tháng 5-7.[5]
- Epimedium sagittatum var. glabratum: Có ở Quý Châu và Hồ Bắc. Các lá chét mặt xa trục nhẵn nhụi; lá chét tận cùng thuôn dài. Hoa vàng. Ra hoa không rõ, tạo quả tháng 4-5. Rừng, cao độ 700 m.[6]